# 須藤洋平
須藤 洋平（すとう ようへい、1977年 - ）は、日本の詩人。宮城県南三陸町（旧志津川町）生まれ。

## 経歴
小学4年生頃から複雑なチックを主症状とするトゥレット症候群、様々な合併症と闘病。早稲田医療専門学校（現・人間総合科学大学鍼灸医療専門学校）卒。
谷川俊太郎、辻征夫などの影響を受け、詩を読み書き始める。

## 受賞歴
- 2007年に、私家版詩集『みちのく鉄砲店』で第12回中原中也賞を受賞[1]。
- 2011年に『あなたが最期の最期まで生きようと、むき出しで立ち向かったから』で第27回詩歌文学館文学賞を受賞[2]。34歳での受賞は最年少である。

## 著作
- 『みちのく鉄砲店』青土社 2007
- 『あなたが最期の最期まで生きようと、むき出しで立ち向かったから』河出書房新社 2011
- 『真っ赤な傘突き刺して』思潮社 2015